# Ан-132
Ан-132 — українсько-саудівський легкий транспортний літак.
Літак створений як багатоцільовий сухопутний всеаеродромний близько- та середньомагістральний двомоторний турбогвинтовий однофюзеляжний дозвуковий легкий транспортний моно-високоплан нормальної схеми 3-го класу.
Особливістю літака є його пристосованість до експлуатації у різноманітних кліматичних умовах, особливо в умовах спекотного клімату, на високогірних та непідготованих аеродромах.
Виокремленою рисою легкого транспортного літака Ан-132 є можливість його експлуатації з використанням піщаних злітно-посадкових смуг.
Експлуатація літака в транспортному варіанті передбачає повну автономність при базуванні на слабко- та не підготованих аеродромах завдяки вбудованому комплексу завантаження/розвантаження та із застосуванням допоміжної силової установки.
Ан-132 також може виконувати повітряне десантування вантажів на парашутних платформах та парашутистів, перевозити людей, транспортувати хворих та поранених в умовах надзвичайних ситуацій.

## Передвісники
Поява проєкту цього літака пов'язана з трьома можливостями, що склалися на початок 2015 року.

### Україна. Антонов
Досвід і практичний доробок ДП «Антонов» у проєктуванні, виготовленні, модернізації, модифікуванні під різноманітні завдання легкого транспортного літака з реактивною та турбогвинтовою тягою. За основу для цього проєкту взятий розвиток лінійки легкого транспортного турбогвинтового літака корпорацією Антонов впродовж останніх 60-70 років.
- Ан-24 — 1959 рік
- Ан-26 — 1969 рік
- Ан-32 — 1976 рік
- Ан-132 — 2016 рік

Модифікації попередників Ан-132:
- переобладнання з транспортного у пасажирський і навпаки
- санітарно-транспортний
- льодової розвідки
- для боротьби з грозовими хмарами
- для дослідження фізичних властивостей атмосфери
- для досліджень природних ресурсів Землі і Світового океану
- фотокартографічний
- для контейнерних перевезень
- обладнання додатковими зовнішніми незнімними паливними баками
- для надання невідкладної хірургічної допомоги
- для гасіння пожеж
- пошуково-рятувальний
- для посадкового десантування
- ретранслятор
- радіотехнічної розвідки
- радіоелектронної протидії
- літальна лабораторія для відпрацювання обладнання з пошуку підводних човнів
- літак-лабораторія для радіаційної розвідки
- штабний
- для підготовки штурманів
- високогірний

Окремим досвідом є проєктування і запуск у серію легкого транспортного турбогвинтового літака Ан-140 та розвиток легкого транспортного літакобудування з турбореактивною тягою — літаки Ан-72, Ан-71, Ан-74, Ан-148 та їхні модифікації.

### Королівство Саудівська Аравія.KACST,Taqnia Aeronautics
Глибока аналітико-дослідницька робота створених саме задля цієї мети організацій Королівства Саудівської Аравії Центру науки і технологій імені короля Абдулазіза та «Taqnia Aeronautics».
Вивчення потреб Королівства Саудівська Аравія та аналізу міжнародного ринку легких транспортних літаків військового і цивільного застосування, а також вивчення доступних варіантів, насамкінець привело до вибору базового літака Ан-32, який мав бути допрацьований, згідно із запитами Королівства СА і вимог світових авіаційних організацій, задля виконання різних завдань, включно з перевезенням матеріалів і обладнання, перевезення персоналу і солдатів, скидання парашутистів, медичної евакуації, пожежогасіння, розвідки, морського патрулювання та інших військових і цивільних завдань. Окрім вибору літака, Королівство Саудівська Аравія, брало участь у розробці проєкту літака та створило у себе авіабудівельний комплекс із випуску цього та інших літаків.

### Світ. Авіатехнології

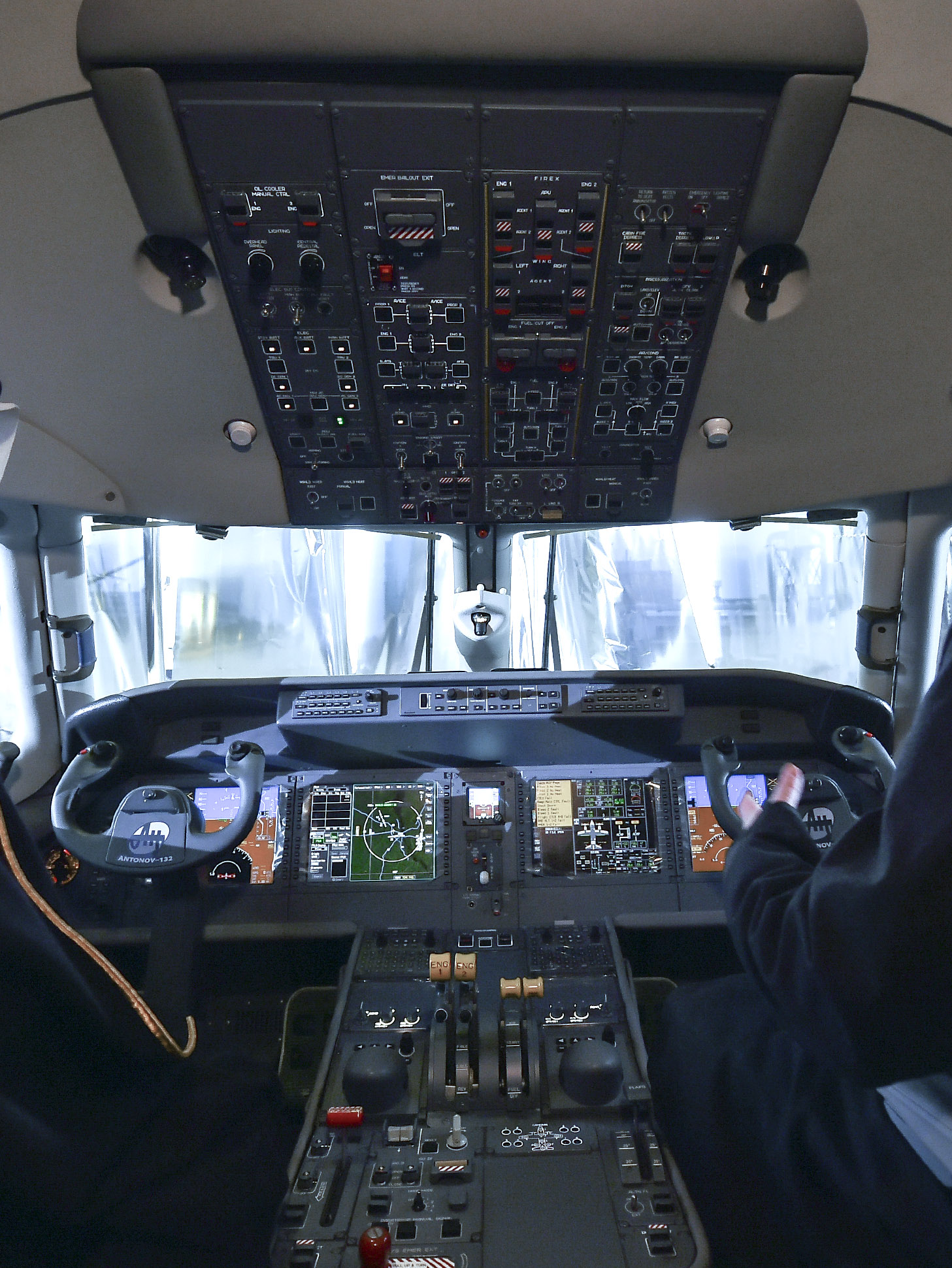
Авіоніка Primus Epic 2.0 (кабіна літака) — система інтерактивної навігації (система штучного зору, 3D метеорадар)

Загальний розвиток світової авіаіндустрії, що може забезпечити новий проєкт АН-132 відповідними високоякісними широковживаними компонентами та забезпечити можливість побудови заводу із монтування Ан-132. Мова йде про двигуни компанії Pratt & Whitney Canada , авіоніку компанії Honeywell (Primus Epic 2.0 — систему інтерактивної навігації, систему штучного зору, 3D метеорадар), лопаті компанії Dowty Propellers, системи життєзабезпечення від компанії Liebherr, допоміжні силові пристрої від компанії Hamilton Sundstrand, штурвал фірми Crouzet, крісла пілотів фірми Ipeco. До цього необхідно додати УкрНДІАТ та німецьку фірму Broetje−Automation, які безпосередньо беруть участь у проєктуванні та наповненні обладнанням заводу у Саудівській Аравії.

## Перший офіційний крок
У травні 2015 року прес-служба ДП «Антонов» повідомила про укладання угоди з «Taqnia Aeronautics» про розробку й виробництво літака Ан-132:
|                | «Taqnia Aeronautics», дочірня організація саудівської компанії з питань розвитку та інвестицій («Taqnia»), підписала Угоду з ДП «Антонов» про розробку і виробництво легкого транспортного літака (Ан−132) в Саудівській Аравії. Угода була підписана за присутності Його Високості Доктора Туркі бін Сауда бін Мохаммеда Аль−Сауда, Президента Науково−технологічного центру імені короля Абдулазіза (KACST) та Голови ради директорів компанії «Taqnia Aeronautics». Мета цієї угоди – реалізувати низку поставлених завдань, включаючи передачу технології авіаційного виробництва у Королівстві СА, а також підготувати молодих та амбітних представників Саудівської Аравії до роботи у сфері авіаційного виробництва, де персонал з Саудівської Аравії будуть навчати українські спеціалісти галузі авіаційної промисловості, а трудові ресурси в спільній компанії обмежуватимуться тільки громадянами України та Саудівської Аравії; для розділення першого досвіду Саудівської Аравії в галузі авіаційного виробництва з інститутів та університетів будуть залучені кваліфіковані представники Саудівської Аравії. Відповідно до цієї Угоди, Науково−технологічний центр імені короля Абдулазиза (KACST), компанія «Taqnia Aeronautics» та ДП «Антонов» виконають доробку існуючої моделі літака (Ан−32) з метою забезпечення приросту характеристик літака стосовно корисного навантаження, дальності польоту і злітних параметрів. Заходи з доробки також включатимуть доробку кабіни екіпажу з використанням комплексних сучасних навігаційних приладів американського виробництва, що дозволить екіпажу виконувати складніші завдання, а також доробку багатьох інших елементів, які значно поліпшать можливості літака порівняно з його старою версією. Нова модель літака носитиме назву Ан−132 і Саудівська Аравія також матиме право інтелектуальної власності і володітиме конструкторськими кресленнями на літак. |
| — ДП «Антонов» | |

## Хронологія подій

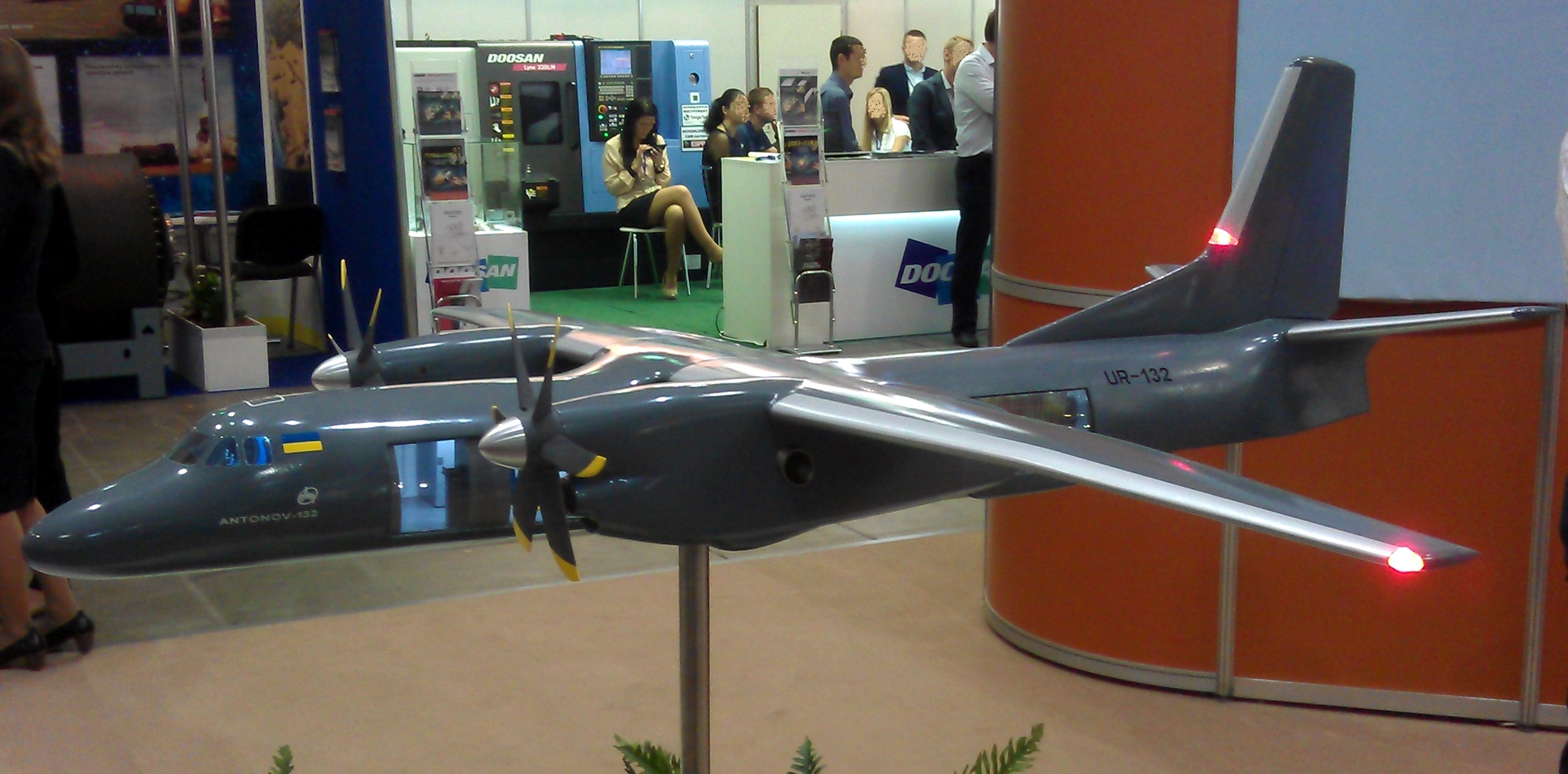
Масштабна модель.
Виставка «Зброя та безпека», Київ, 2015

- кінець 2014 року — початок перемовин та узгодження позицій України та Королівства Саудівська Аравія стосовно майбутнього проєкту[8]
- квітень 2015 року — старт проєкту Ан-132[9]
- 6 травня 2015 — «Taqnia Aeronautics», дочірня організація саудівської компанії з питань розвитку та інвестицій («Taqnia»), підписала Угоду з ДП «Антонов» про розробку і виробництво легкого транспортного літака (Ан−132) в Саудівській Аравії[10]
- 14 травня 2015 — ДП «Антонов» представляє Ан-132 на одній з найбільших виставок Латинської Америки SITDEF 2015 (Ліма, Перу).[11]
- 15 червня 2015 — ДП «Антонов» представляє Ан-132 на авіасалоні Ле Бурже − 2015 (Париж, Франція)[12]
- 16 червня 2015 — підписана п'ятистороння угода з проєктування і будівництва авіазаводу у Саудівській Аравії. Партнери програми: ДП «Антонов» (Україна), «Taqnia» (Королівство Саудівської Аравії), УкрНДІ АТ, «Алтіс Холдинг» (Україна) та «Broetje−Automation» (Німеччина)[13]
- 7 вересня 2015 — початок виробництва дослідного зразка Ан-132D на авіазаводі у Києві. Підписано меморандум про спільне виробництво 80 літаків Ан-132 для Саудівської Аравії[14]
- 22 вересня 2015 — ДП «Антонов» представляє Ан-132 на виставці «Зброя та безпека» (Київ)[15]
- 15 жовтня 2015 — ДП «Антонов» та Pratt&Whitney Canada (P&WC) підписали угоду на оснащення двигунами літака−демонстратора Ан−132D. Згідно з умовами договору постачання двох двигунів PW150A передбачена в квітні 2016 року[16]
- 8 листопада 2015 — ДП «Антонов» представляє Ан-132 на міжнародному авіаційному салоні Dubai Air Show[en] — 2015[17]
- 12 листопада 2015 — ДП «Антонов» та компанія Taqnia Aeronautics підписали Меморандум про взаєморозуміння щодо взаємодії у просуванні на ринок Королівства Саудівська Аравія чотирьох розвідувально-рятувальних варіантів Ан-132 та двох постановників радіоперешкод на базі цього літака[18]
- 29 грудня 2015 — ДП «Антонов» завершив монтування агрегатів фюзеляжу першого демонстраційного легкого транспортного літака Ан-132[19]
- січень 2016 — підписано договір з британською компанією Dowty Propellers на поставку гвинтів системи R408[20]
- 8 лютого 2016 — завершено монтування фюзеляжу першого екземпляра Ан-132[21]
- 21 лютого 2016 — ДП «Антонов» представляє Ан-132 на авіаційній виставці AFED — 2016 (Ер-Ріяд, Королівство Саудівська Аравія)[22]
- 21 лютого 2016 — ДП «Антонов» та корпорація Taqnia (Саудівська Аравія) підписали угоду про кооперацію у виробництві Ан-132 у Саудівській Аравії[23]
- 21 березня 2016 — у складальному цеху ДП «Антонов» виконані роботи з установки крила на літак-демонстратор Ан-132D[24]
- 28 березня 2016 — ДП «Антонов» представляє Ан-132 на авіаційній виставці DefExpo — 2016 (Індія)[25]
- березень 2016 — ДП «Антонов» підписав контракт із американською компанією Honeywell International Inc. на постачання бортової електроніки для Ан-132D[26]
- 1 квітня 2016 — ДП «Антонов» завершив великоагрегатне монтування літака−демонстратора Ан–132D: з'єднані фюзеляж, крило та хвостове оперення.[27]
- 1 червня 2016 — ДП «Антонов» у Берліні в межах виставки ILA[en]—2016 підписав контракт із Liebherr−Aerospace Toulouse SAS (Тулуза, Франція) про постачання та обслуговування інтегрованої повітряної системи (система автоматичного регулювання тиску в кабіні та система проти обмерзання) для перших чотирьох Ан-132[28]
- 11 липня 2016 — в межах авіакосмічного салону «Farnborough Air Show-2016» представники офіційних делегацій Dowty Propellers та ДК «Укроборонпром» заявили про початок постачання компонентів повітряних гвинтів системи R408 для літака-демонстратора Ан-132D[20]
- липень 2016 — в межах авіакосмічного салону «Farnborough Air Show-2016» ДП «Антонов» і Pratt & Whitney Canada підписали Меморандум про розширення співпраці з установки турбогвинтових двигунів PW150A на серійні літаки Ан-132[29]
- 14 липня 2016 — Верховна Рада України ухвалила Закон,[30] який заклав для ДП «Антонов» правові підвалини створення спільних підприємств із закордонними партнерами, що першочергово стосується утворення на території Королівства Саудівської Аравії спільного підприємства для розбудови літакобудівного комплексу та організації виробництва Ан-132[31]
- початок серпня 2016 — старт процесу монтування двигунів PW150 виробництва Pratt&Whitney на літак демонстратор АН-132D[32]
- 5 серпня 2016 — завершені роботи із монтування двигунів PW150 на літак демонстратор АН-132D. Літак взятий під струм, що дозволяє розпочати наземні випробування[33]
- 1 листопада 2016 — ДП «Антонов» представляє програму створення і випуску Ан-132 на міжнародному авіакосмічному салоні China Air Show[en]—2016 (Чжухай КНР)[34]
- 20 грудня 2016 ― завершення побудови літака, офіційне представлення (roll out, викочування)[35][36][37]
- 20 січня 2017 ― презентація літака Міністру оборони Великої Британії Майклу Феллону в рамках його офіційного візиту в Україну[38]
- 14 лютого — 18 лютого 2017 ― ДП «Антонов» та партнери з Королівства Саудівська Аравія презентують літак на міжнародній авіаційній виставці Aero India[en] — 2017 (Бангалор, Індія)[39].
- 31 березня 2017 ― Ан-132D здійснив перший політ за маршрутом аеродром «Київ/Антонов-1 (Святошин)» — аеродром «Київ/Антонов-2»[1]. Тривалість польоту: 1 година 50 хвилин. Екіпаж: командир — льотчик−випробувач 1 класу Віктор Гончаров (ДП «Антонов»), льотчик−випробувач, генерал Мохаммед Аяш («Taqnia Aeronautics Company», Королівство Саудівська Аравія), другий пілот — льотчик−випробувач 2 класу Богдан Загорулько (ДП «Антонов»), провідний інженер з льотних випробувань Володимир Нестеренко (ДП «Антонов»). Літак-супровід: Ан-178[40]
- травень 2017 ― в межах 13-ї Міжнародної виставки військової техніки IDEF-2017 (Стамбул) підписаний Меморандум між Україною, Саудівською Аравією та Туреччиною про розробку модифікації Ан-132 для морської патрульної служби[41]
- 19 червня — 25 червня 2017 ― ДП «Антонов» за активної участі партнерів із Королівства Саудівської Аравії здійснив світовий прем'єрний показ літака-демонстратора Ан-132D на 52−му міжнародному аерокосмічному салоні International Paris Air Show (Ле Бурже, Франція)[42] Демонстраційні польоти здійснив екіпаж випробувачів ДП «Антонов» у складі: командир Віктор Гончаров, другий пілот Богдан Загорулько, інженер з випробувань Володимир Нестеренко[43]
- 12 листопада — 16 листопада 2017 ― ДП «Антонов» разом з партнерами з Королівства Саудівської Аравії представляє прототип багатоцільового легкого транспортного літака Ан-132 ― літак-демонстратор Ан-132D на міжнародному авіасалоні Dubai Air Show. Літак представлений як на стенді, так і в програмі демонстраційних польотів.[44][45]
- 25 лютого — 3 березня 2018 ― в ході виставки AFED-2018 (Ер-Ріяд, КСА) ДП «Антонов», компанія Taqnia Aeronautics (підрозділ саудівської Technology Development and Investment Co) та WAHAJ (філія SIPCHEM) підписали тристоронній Меморандум про взаєморозуміння щодо організації виробництва Aн-132. Сторони дійшли згоди про те, що на першому етапі виробництва початкова партія серійних Ан-132 буде побудована на ДП «АНТОНОВ» в кооперації з TAQNIA і WAHAJ. На цьому етапі «АНТОНОВ» буде головним виконавцем робіт, а партнери — TAQNIA і WAHAJ будуть виробляти агрегати і елементи відповідно до коопераційної схемою (WAHAJ буде випускати шасі і обладнання для нього).[46]
- 3 квітня — 8 квітня 2018 ― в ході виставки FIDAE-2018 (Сантьяго, Чилі) ДП «Антонов» провів презентацію літака Ан-132, розробленого з урахуванням природних та погодних умов Південної та Центральної Америки, що продовжує філософію відомих в регіоні Ан-26 та Ан-32.[47]

|                                            |  |  |
| Нейзильберова монета НБУ присвячена АН-132 |  |  |

- 11 квітня 2018 року НБУ випустив пам'ятні монети зі срібла та нейзильберу присвячені АН-132.
- 18 травня 2018 підписано меморандум про взаєморозуміння щодо організації виробництва Ан-132 підписав «Антонов» з саудівськими партнерами Taqnia Aeronautics і WAHAJ.
- 21 лютого 2019 відбувся демонстраційний політ «українського літака Ан-132D на міжнародному аерокосмічному салоні AeroIndia-2019.[48]
- 10 лютого 2021 року Державіаслужба України виключила повітряне судно Ан-132D UR-EXK (заводський номер 001) з держреєстру цивільних повітряних суден через відсутність протягом двадцяти чотирьох місяців льотної придатності та доступу для здійснення контролю за льотною придатністю та експлуатацією.[49]
- В лютому-березні 2022 в ході боїв за аеропорт Гостомель, літак було пошкоджено. [50]

## Характеристики
Джерело: Презентація багатоцільового літака Ан-132 Викатка Ан-132D
Основні характеристики
- Екіпаж: 2
- Пасажиромісткість: 

  - 46 десантників або
  - 75 вояків або
  - 27 пацієнтів на ношах і 2 медики
- Вантажопідйомність: 9 200 кг
- Довжина: 24,537 м
- Висота: 8,80 м
- Розмах крила: 29,20 м

- Крило у плані: трапецієвидне
- Корисне навантаження: 

  - 3 піддони 88" х 125"
  - 4 піддони 88" х 108"
  - 8 піддонів 88" х 54"
  - 2 автомобілі типу Panhard VBL
- Силова установка: 2 × турбогвинтовий PW150A (Pratt&Whitney Canada)[16]  5 071 кс ( 3 782 квт)
- Повітряний гвинт: шестилопатевий R408 Dowty Propellers[53]
- Діаметр гвинта: 4,11 м
- Допоміжна силова установка: 1 ×  газотурбінний двигун від Hamilton Sundstrand

Вантажний відсік
- об'єм : 58 м³ (з рампою — 65 м³)
- довжина: 13,45 м (з рампою — 16,655 м)
- ширина: 2,4 м
- висота: 1,78 м
- площа підлоги : 32,3 м²

Льотні характеристики
- Максимальна швидкість: 550 км/год
- Практична дальність: із макс. навантаженням 1 270 км
- Перегінна дальність: 4 400 км

Авіоніка

- Honeywell Primus[en] Epic 2.0[54]

Життєзабезпечення

- система кондиціювання повітря: Liebherr
- кисневе обладнання: Zodiac Aerospace[en]

Погодинні експлуатаційні витрати: $2 000 — $3 000

## Модифікації
- Ан-132МП — морський патрульний варіант транспортного літака Ан-132[56]

## Аналоги
- EADS CASA C-295
- Alenia C-27J

### Може замінити
Джерело: Antonov News, № 6(111), 2017
- Ан-32
- Ан-26
- Aeritalia G.222[en]
- CASA/IPTN CN-235[en]